# Huerga de Frailes
Huerga de Frailes es una localidad española perteneciente al municipio de Villazala, en la provincia de León, comunidad autónoma de Castilla y León. Situado en la margen izquierda del río Órbigo, se encuentra a 7 km de Veguellina de Órbigo, a 12 km de La Bañeza y a 40 km de la capital de la provincia. La fiesta del pueblo se celebra el primer domingo de agosto. Por su casco urbano atraviesa el cauce histórico de la Presa Cerrajera. Su economía se basa en la agricultura (alubias, maíz, remolacha, trigo) y en la ganadería vacuna.

## Geografía

### Ubicación
| Noroeste: San Pelayo                             | Norte: San Pelayo   | Noreste: Matalobos del Páramo |
| Oeste: Seisón de la Vega Villamediana de la Vega |                     | Este: Mansilla del Páramo     |
| Suroeste Veguellina de Fondo                     | Sur: Santa Marinica | Sureste: Santa Marinica       |

## Historia
En una zona de cultivos próximos a la localidad se halla un campamento militar romano. La fortificación está situada en la vega del río Órbigo, en su orilla izquierda. Los investigadores responsables de su descubrimiento resaltaron que este campamento añade un nuevo punto en el mapa de distribución de los campamentos romanos en el noroeste hispánico y pudo haber sido construido entre la época cesariana y mediados del siglo II. No obstante, los arqueólogos consideraron que pudo haber sido construido y ocupado durante el transcurso de las guerras cántabras, entre los años 29 y 19 a. C.

## Demografía
Evolución de la población
Como la mayoría de pueblos del Órbigo ha sufrido una gran emigración a la ciudad, en tiempos (años 70-80) albergó 2 bares, 3 comercios, practicante, escuelas (2) y varios negocios, el más destacado Autocares Franco, que aun presta servicio en la actualidad.
Actualmente el grueso de la población lo componen jubilados autóctonos o procedentes de Asturias, País Vasco y Cataluña, con una media de edad muy avanzada.

Solo existe un pequeño Bar o punto de encuentro gestionado por la Asociación Cultural la MediaVilla
| Gráfica de evolución demográfica de Huerga de Frailes entre 2000 y 2017 |
|                                                                         |
| Población de derecho (2000-2014) según el padrón municipal del INE      |